# آرثر دونغ
آرثر دونغ (بالإنجليزية: Arthur Dong)‏ هو مخرج أمريكي، ولد في 30 أكتوبر 1953 في سان فرانسيسكو في الولايات المتحدة.

## وصلات خارجية
- آرثر دونغ على موقع IMDb (الإنجليزية)
- آرثر دونغ على موقع أول موفي (الإنجليزية)
- آرثر دونغ على موقع قاعدة بيانات الفيلم (الإنجليزية)
- آرثر دونغ على موقع كينوبويسك (الروسية)